# Bouteillophone
Das Bouteillophone (französisch), seltener deutsch Flaschenspiel, englisch musical bottles, ist ein selbsttönendes  Musikinstrument (Idiophon) und besteht aus einer aufgestellten oder am Hals aufgehängten Reihe von Glasflaschen, die meist perkussiv gespielt werden. Die international gebräuchliche französische Bezeichnung ist auch im deutschen Sprachraum bekannt und wird zum Beispiel von Kolberg Percussion verwendet. Der Duden hingegen kennt das Instrument nicht.

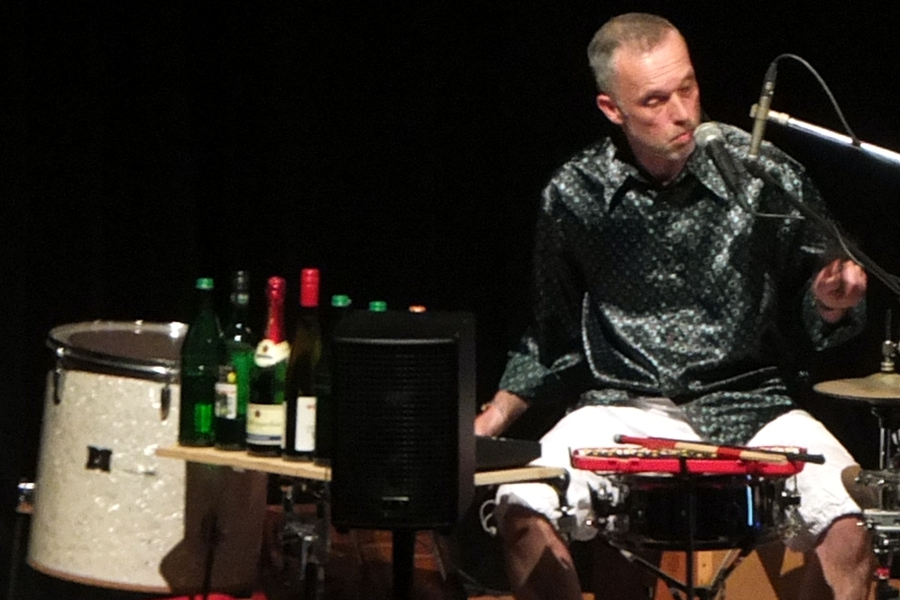
Flaschenspiel 2018 im Konzerteinsatz: Peter Funda in der Klosterkirche Lennep

Das Instrument wurde 1916/1917 in Erik Saties Partitur für das Parade – Ballet réaliste verwendet und besteht in seiner ursprünglichen Form schlicht aus einer Reihe von Glasflaschen, deren Resonanz vor allem von ihrer Größe und Dicke abhängt und bei Bedarf durch entsprechende Flüssigkeitsfüllung auf jeweils unterschiedlichen Tonhöhen gestimmt wird, oft auf eine bestimmte Tonleiter. Der kleine, harte Schlägel gleitet dann meist der Reihe nach über alle Flaschen hinweg, kann aber auch einzelne Töne anschlagen.
Das Flaschenspiel wird selten verwendet, wegen der Einfachheit sowie der Kosten häufig in seiner Ursprungsform. Es wird aber auch als professionelles Instrument hergestellt, das verschiedene Vorteile besitzt, etwa die voreingestellte und durch Maßnahmen wie Verschlüsse unveränderliche Stimmung der einzelnen Flaschen, ihre leichte Austauschbarkeit und dennoch feste und sichere Anbringung an einem Ständer oder ähnlichem.